# Polistes thoracicus
Polistes thoracicus är en getingart som beskrevs av Fox 1898. Polistes thoracicus ingår i släktet pappersgetingar, och familjen getingar. Inga underarter finns listade i Catalogue of Life.